# Air Zone
Air Zone était une revue consacrée à l’aviation militaire internationale.

## Description
Lancé comme un remplaçant du défunt magazine Air Action avec la même équipe éditoriale menée par Jean-Michel Guhl, le magazine Air Zone adopte un format similaire à son aîné en se concentrant sur l'aviation militaire. Cette revue française se présente sous un format A4 avec 66 pages illustré de photos couleur grand format. Le premier exemplaire date de juillet 1994. Sa publication quelque peu erratique va du mensuel au bimestriel pour s'achever avec le 39e numéro daté de Janvier-Février 2004.